# Denkmalwesen in Münster

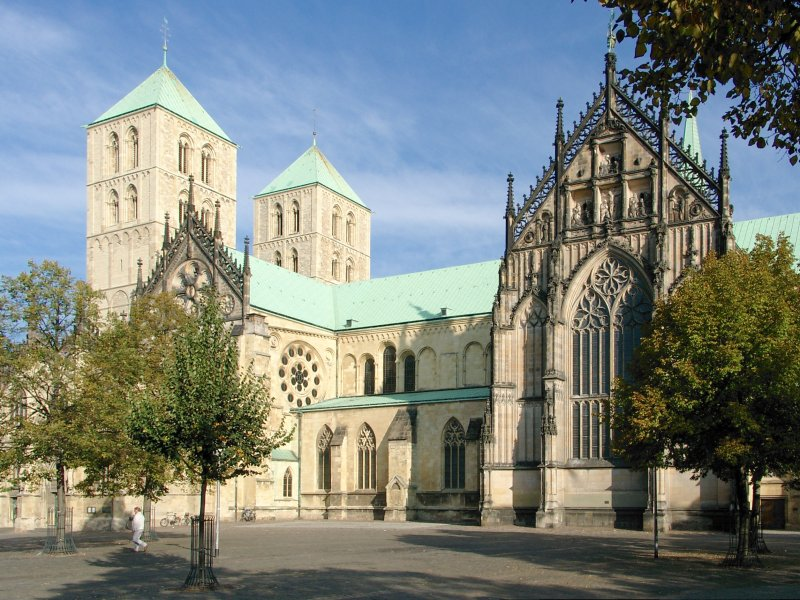
Baudenkmal Dom

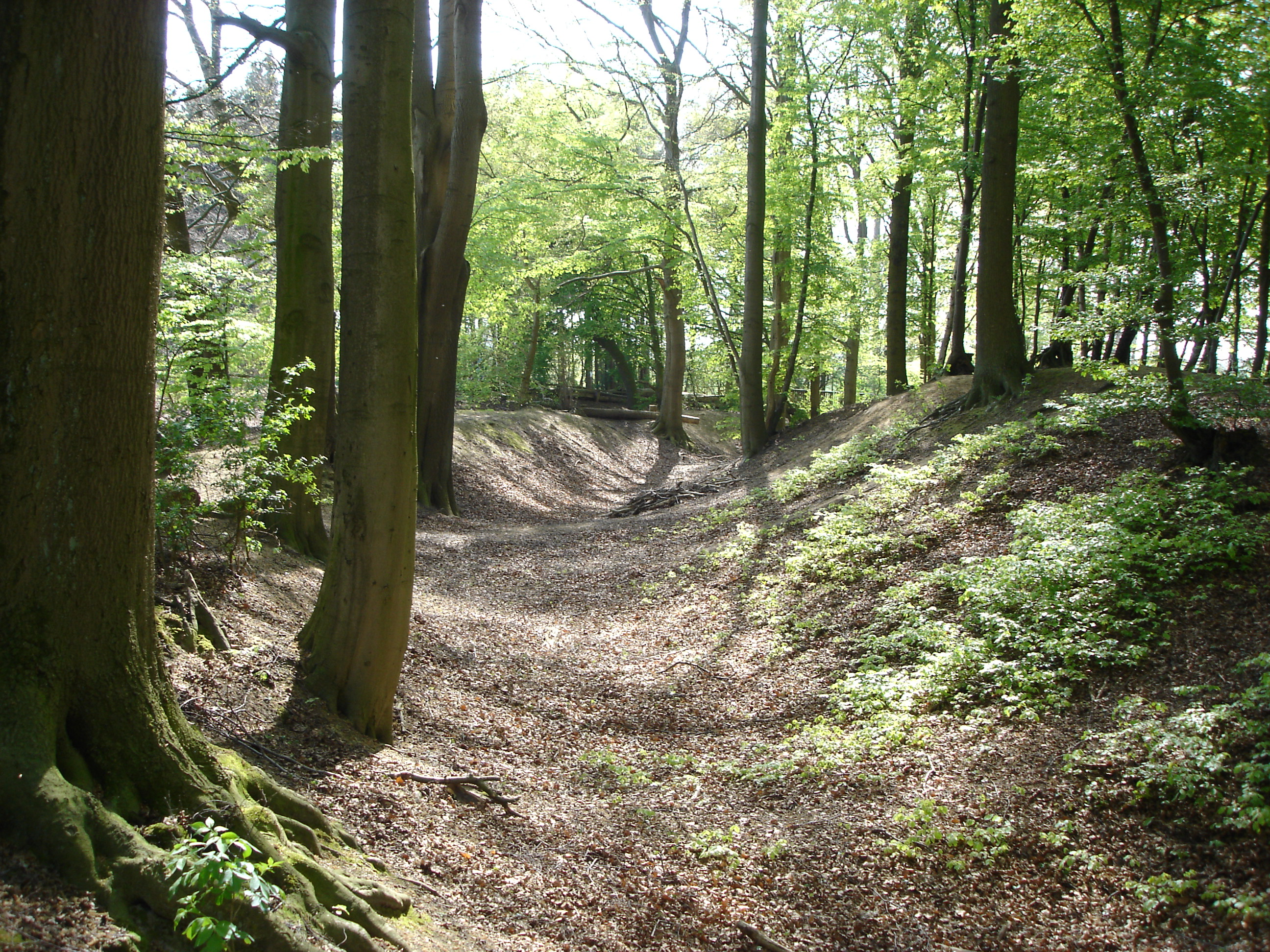
Bodendenkmal Wallburg Haskenau

Das Denkmalwesen in Münster zielt darauf ab, „die wertvollen Zeugnisse der Vergangenheit auch für die Zukunft zu erhalten; sowohl in ihrer zeitgeschichtlichen Aussagekraft als auch in ihrer gestalterischen Qualität.“

## Denkmalbehörden
Gemäß dem Gesetz zum Schutz und zur Pflege der Denkmäler im Lande Nordrhein-Westfalen (DSchG NRW) bildet die Stadt Münster die Untere Denkmalbehörde für Münster, als Obere Denkmalbehörde fungiert die Bezirksregierung Münster. Die Stadt Münster hat dazu eine Untere Denkmalbehörde beim Stadtplanungs- und Bauordnungsamt eingerichtet.
Die Untere Denkmalbehörde hat eine Denkmalliste zu führen. Die Eintragung von Kulturdenkmalen in diese Listen erfolgt im Benehmen mit dem Landschaftsverband Westfalen-Lippe, der auch eine fachliche Beratung durch die LWL-Denkmalpflege, Landschafts- und Baukultur in Westfalen und die LWL-Archäologie für Westfalen bietet.

## Denkmalliste
In der Denkmalliste der Stadt Münster sind die denkmalgeschützten Kulturdenkmale Münsters eingetragen. Die Liste  umfasste am 30. Juni 2014 insgesamt 1602 Kulturdenkmale; (Baudenkmale, bewegliche Denkmale und Bodendenkmale). Hinzu kommen Denkmalbereiche.
Im Gesetz heißt es: „Die Denkmalliste steht hinsichtlich der Eintragung von Baudenkmälern und ortsfesten Bodendenkmälern jedermann zur Einsicht offen.“ Das heißt, dass im Gegensatz zu anderen Bundesländern – Beispiel ist Baden-Württemberg  – jeder Bürger diese Liste einsehen kann, auch wenn er „kein berechtigtes Interesse“ nachweisen kann. 

## Denkmaltypen

### Baudenkmäler
Baudenkmäler sind „Denkmäler, die aus baulichen Anlagen oder Teilen baulicher Anlagen bestehen“.

### Bodendenkmäler
Bodendenkmäler sind bewegliche oder unbewegliche Denkmäler, die sich im Boden befinden oder befanden. 
Zu den oberirdisch sichtbaren Bodendenkmälern in Münster gehören der Max-Clemens-Kanal, die für das Münsterland charakteristischen Landwehren, umgräftete Herrensitze und Höfe, die Wallburg Haskenau, ferner verschiedene Grabhügel in der Hohen Ward und in Handorf-Dorbaum sowie Handorf-Hornheide.

### Bewegliche Denkmäler
Bewegliche Denkmale sind alle nicht ortsfesten Denkmäler.

### Denkmalbereiche
„Denkmalbereiche sind Mehrheiten von baulichen Anlagen, und zwar auch dann, wenn nicht jede dazugehörige einzelne bauliche Anlage die Voraussetzungen des Absatzes 1 erfüllt. Denkmalbereiche können Stadtgrundrisse, Stadt-, Ortsbilder und -silhouetten, Stadtteile und -viertel, Siedlungen, Gehöftgruppen, Straßenzüge, bauliche Gesamtanlagen und Einzelbauten sein sowie deren engere Umgebung, sofern sie für deren Erscheinungsbild bedeutend ist. Hierzu gehören auch handwerkliche und industrielle Produktionsstätten, sofern sie die Voraussetzungen des Absatzes 1 erfüllen.“
In Münster genießt der Prinzipalmarkt als Denkmalbereich objektübergreifenden Ensembleschutz.